# Lac Titicaca
Pour les articles homonymes, voir Titicaca.
Pour le dessin animé, voir Lac Titicaca (film, 1942).
 (mars 2012).
Si vous disposez d'ouvrages ou d'articles de référence ou si vous connaissez des sites web de qualité traitant du thème abordé ici, merci de compléter l'article en donnant les références utiles à sa vérifiabilité et en les liant à la section « Notes et références ».
Le lac Titicaca, situé dans la cordillère des Andes, est traversé par la frontière entre la Bolivie et le Pérou. C'est le plus grand lac d’eau douce d'Amérique du Sud en volume d'eau, et en longueur, mais pas en superficie (le lac Maracaibo couvre une superficie de plus de 13 000 km2). Il est aussi considéré comme le plus haut lac navigable du monde (altitude : 3 812 m), mais ce n'est rigoureusement exact que si on limite cette acception aux navires commerciaux de grande taille.
C'est par ce lac qu'est née la culture aymara avant la colonisation et la christianisation. Il existe une légende en relation avec ce lac : le premier dieu Viracocha a surgi de ce lac et a créé le monde ainsi que toutes les civilisations des Andes.

## Étymologie du motTiticaca
Le lac Titicaca semble tenir son nom d'un rocher situé sur l'Isla del Sol et appelé Titi Khar'ka, ce qui signifie « Roc du puma » en aymara. Selon une autre hypothèse, Titicaca serait une déformation de titijaya, qui veut dire « puma de pierre » (par référence aux pumas noyés et transformés en statues de pierre selon une légende locale) mais également « homme de cendre » (en effet les indigènes vivant autour de ce lac avaient coutume d'y brûler des hommes en offrande à Ayuma, dieu de la vie et de la mort).
Enfin une autre hypothèse attribuerait le nom de Titicaca a une colline sur l'Isla del Sol, qui en langue péruvienne signifie "colline de plomb"
L'Isla del Sol est le véritable centre de la mythologie inca.

## Description
Le lac Titicaca s'étend sur environ 8 562 km2, parmi lesquels 4 772 km2 (56 %) correspondent au territoire péruvien et le reste (3 790 km2, ou 44 %) à la Bolivie.
Il est au centre d'un grand bassin ayant une superficie de l'ordre de 58 000 km2, dont 39 017 km2 au Pérou. La superficie de son bassin versant appartient donc à plus de 80 % au territoire péruvien. On subdivise son bassin versant en dix sous-bassins.
Lui-même se décompose en deux parties, le lac majeur (Lago Grande, aussi Lago Chucuito) et le lac mineur (Wiñaymarca, aussi Lago Pequeño au Pérou), séparés par le détroit de Tiquina qui a une longueur de 900 m.
Sa longueur est de 190 kilomètres, sa largeur de 80 kilomètres.
Situé dans les Andes, à 3 812 mètres d'altitude, il a une profondeur moyenne de 107 mètres et une profondeur maximale de 327 mètres.
Plus de vingt-cinq rivières se jettent dans le lac. Le lac compte 41 îles dont certaines sont habitées.
Le volume d'eau contenu est de 893 km3 (soit 893 milliards de mètres cubes). Ses eaux bleues sont de l'eau douce.
Il est rempli d'eaux provenant du ruissellement pluvial et de la fonte des neiges. De loin en loin, sur les îles naturelles, on observe des cultures en terrasses, soigneusement séparées par des murs de pierres sèches et des haies de cactus, ainsi que des villages.
La longueur totale de ses rives est de 1 125 kilomètres.
Les principales villes riveraines sont Puno au Pérou et Copacabana en Bolivie.
Depuis le 11 septembre 1998, le lac Titicaca est un site Ramsar pour l'importance de ses zones humides.
Le lac a été proposé par la Bolivie en 2003 et le Pérou en 2005 pour une inscription au patrimoine mondial et figure sur la « liste indicative » de l’UNESCO dans les catégories patrimoine culturel et naturel,.
Plus de trois millions d'agriculteurs et éleveurs péruviens et boliviens dépendent du bassin du lac pour nourrir leur bétail et irriguer leurs cultures.

## Géologie
Le lac est le vestige d'une lagune datant de l'ère quaternaire qui occupait l'Altiplano.

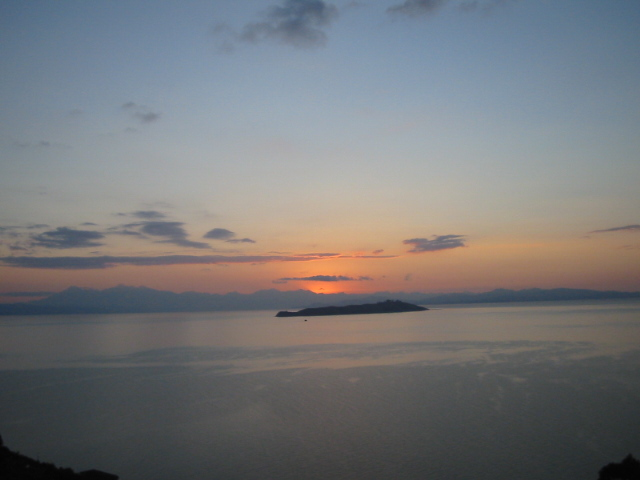
Lever du soleil sur l'île de la Lune vu depuis l'île du Soleil.

## Affluents et apports
Le lac Titicaca est alimenté par plus de 25 rivières.
La plus grande partie des apports d'eaux superficielles dans le bassin versant du lac provient du Pérou. Les rivières principales qui l'alimentent sont le río Ramis avec 76 m3/s, le río Huancané avec 20 m3/s, le río Coata (42 m3/s), et le río Ilave (39 m3/s). Parmi les affluents secondaires il faut citer le río Illpa, le río Yanarico et le río Zapatilla.
D'après la FAO, l'ensemble des apports constitue une masse d'eau de plus de 14 km3 annuellement, soit environ 450 mètres cubes par seconde.
Le lac Titicaca lui-même déverse ses excédents dans le lac Uru Uru et le lac Poopó par l'intermédiaire du río Desaguadero. Mais seulement 7 % des apports se retrouvent dans le débit de ce dernier, le reste étant perdu par évaporation.

### Bilan hydrique du lac Titicaca

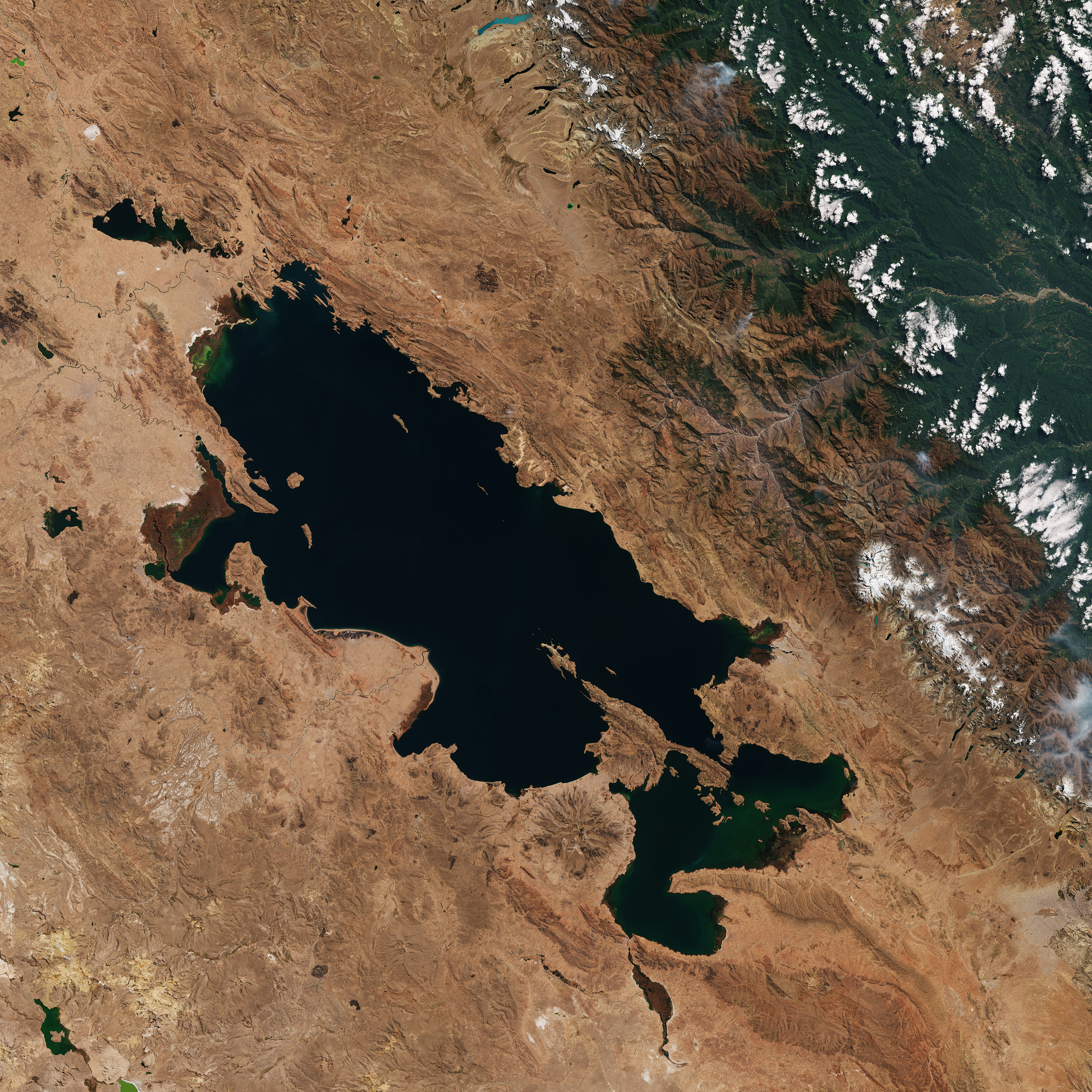
Vue satellite du lac, prise par Sentinel-2.

Le bilan hydrique d'un lac tel que le Titicaca est le résultat de l'équation : quantités entrées - quantités sorties = variation du niveau du lac, où les entrées sont réparties entre les quantités amenées par l'ensemble des affluents, plus la somme des précipitations tombées sur la surface du lac, et les sorties sont les quantités évaporées plus le débit de l'émissaire. Il s'agit bien sûr de quantités moyennes par unité de temps.
Les scientifiques des deux pays, après avoir collecté ces données entre 1960 et 1990, en sont arrivés à déterminer les quantités que voici :
- Entrées
  - Apport des cours d'eau tributaires : 201 m3/s
  - Pluies sur le lac : 270 m3/s
- Sorties
  - Évaporation : 436 m3/s
  - Fuites et autres pertes : négligeables
  - Débit de l'émissaire (le río Desaguadero) : 35 m3/s

### Calcul de l'évaporation
Connaissant les quantités évaporées par seconde (436 m3), la superficie du lac (8 400 km2) et le nombre de secondes par année de 365 jours (31 536 000), on voit qu'en un an il s'est évaporé au total pour tout le lac non moins de 13 749 696 000 m3, soit 1,636 m3/m2 de surface, soit encore une hauteur d'eau de 1 636 millimètres. Ce qui est considérable pour un climat froid, et est dû à la sècheresse de l'air et aux vents secs qui soufflent sur la zone.[réf. nécessaire]

## Îles
Les îles les plus peuplées sont l'isla del Sol en Bolivie avec 2 000 habitants, Amantani avec plus de 3 500 habitants et Taquile avec 757 familles (environ 2 200 habitants), ces deux dernières se trouvant du côté péruvien. Les populations riveraines sont des Quechuas et des Aymaras. L'île de Suasi est une île privée de 43 hectares située au nord-est du lac du côté péruvien.

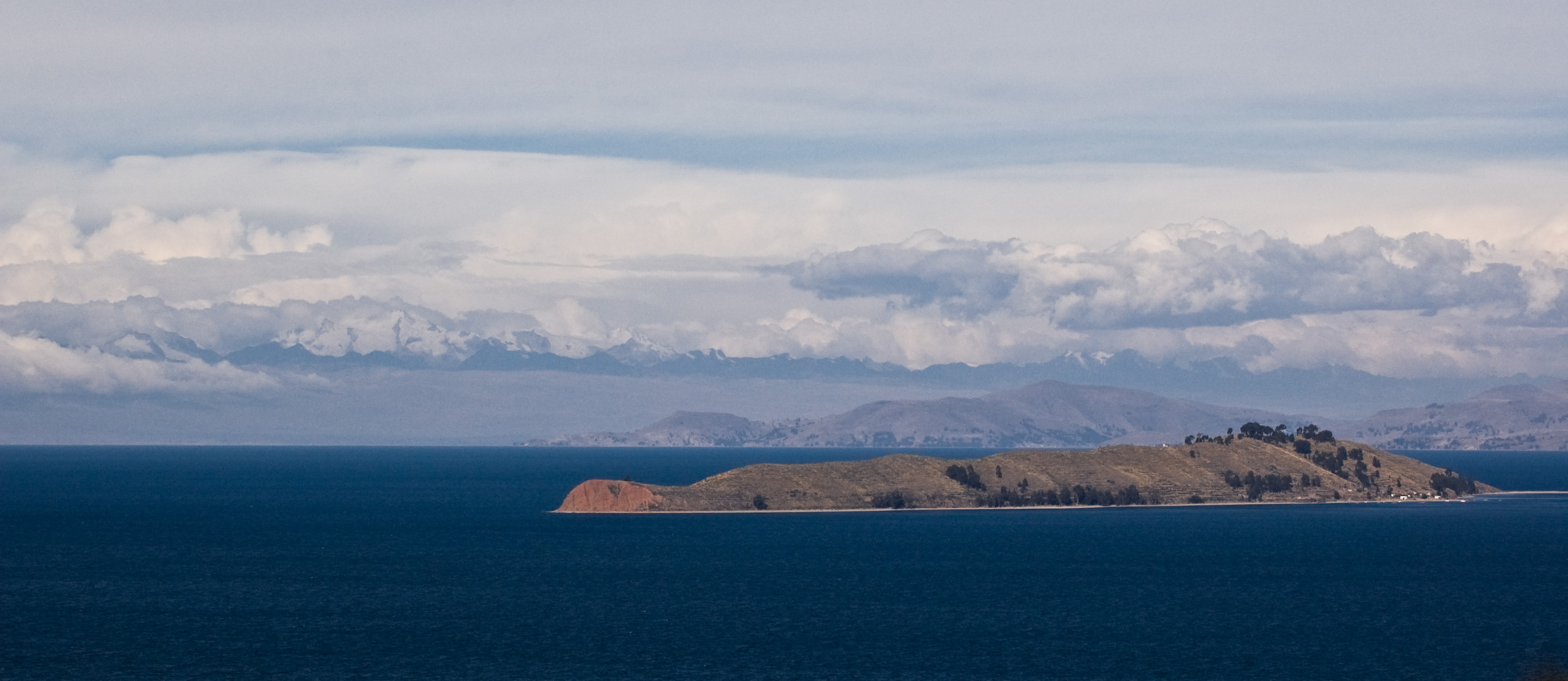
L'île de la Lune, vue depuis l'île du soleil, côté bolivien. En arrière-plan, la cordillère Royale.
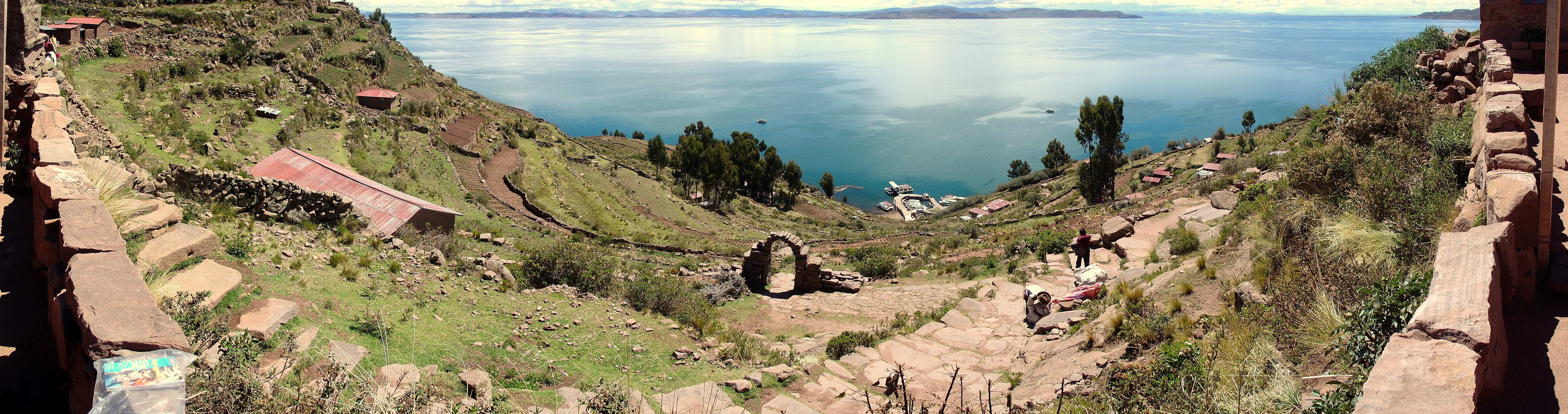
Panorama de l'île Taquile et du lac Titicaca.
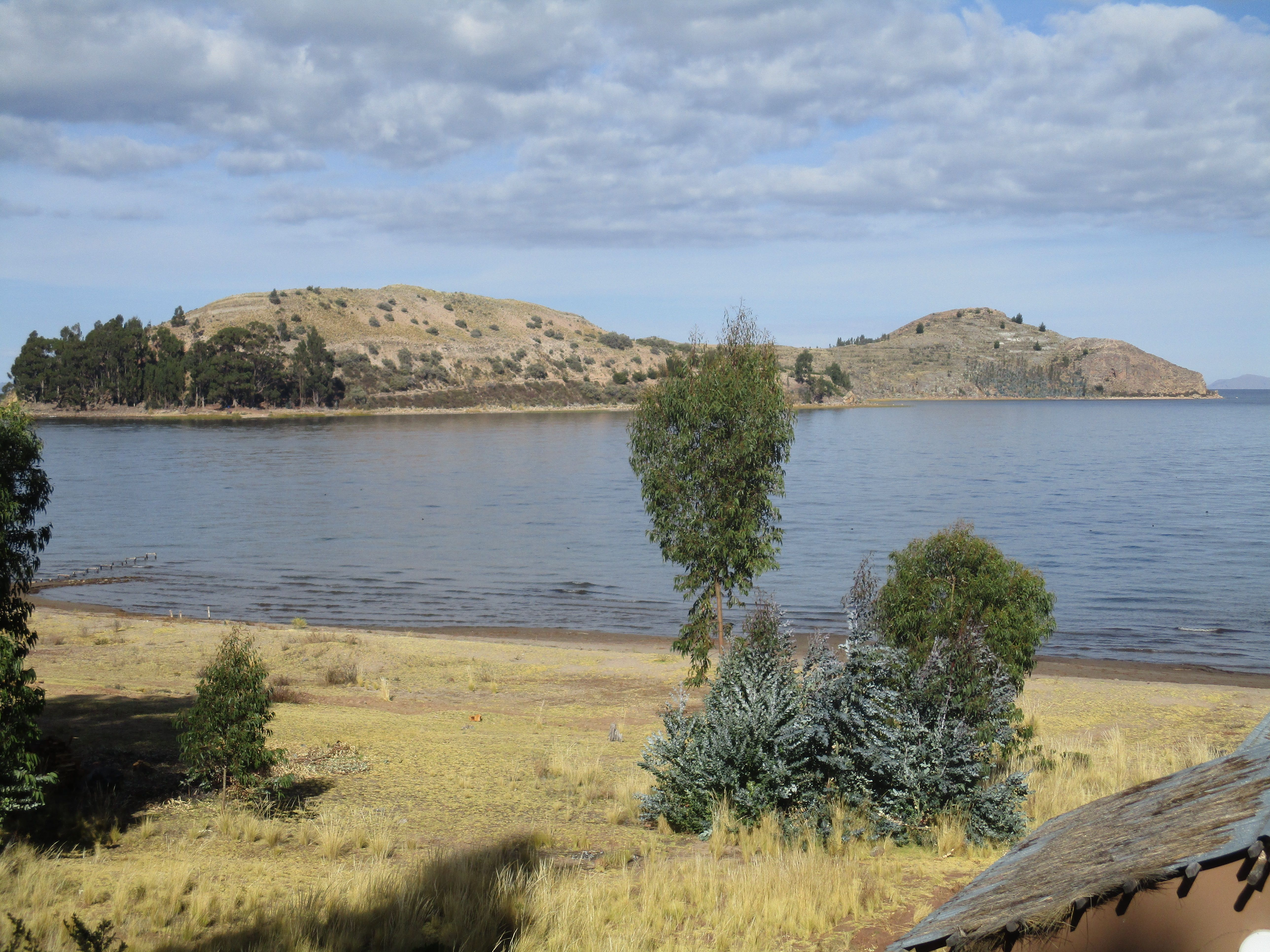
Suasi Island sur le lac Titicaca.
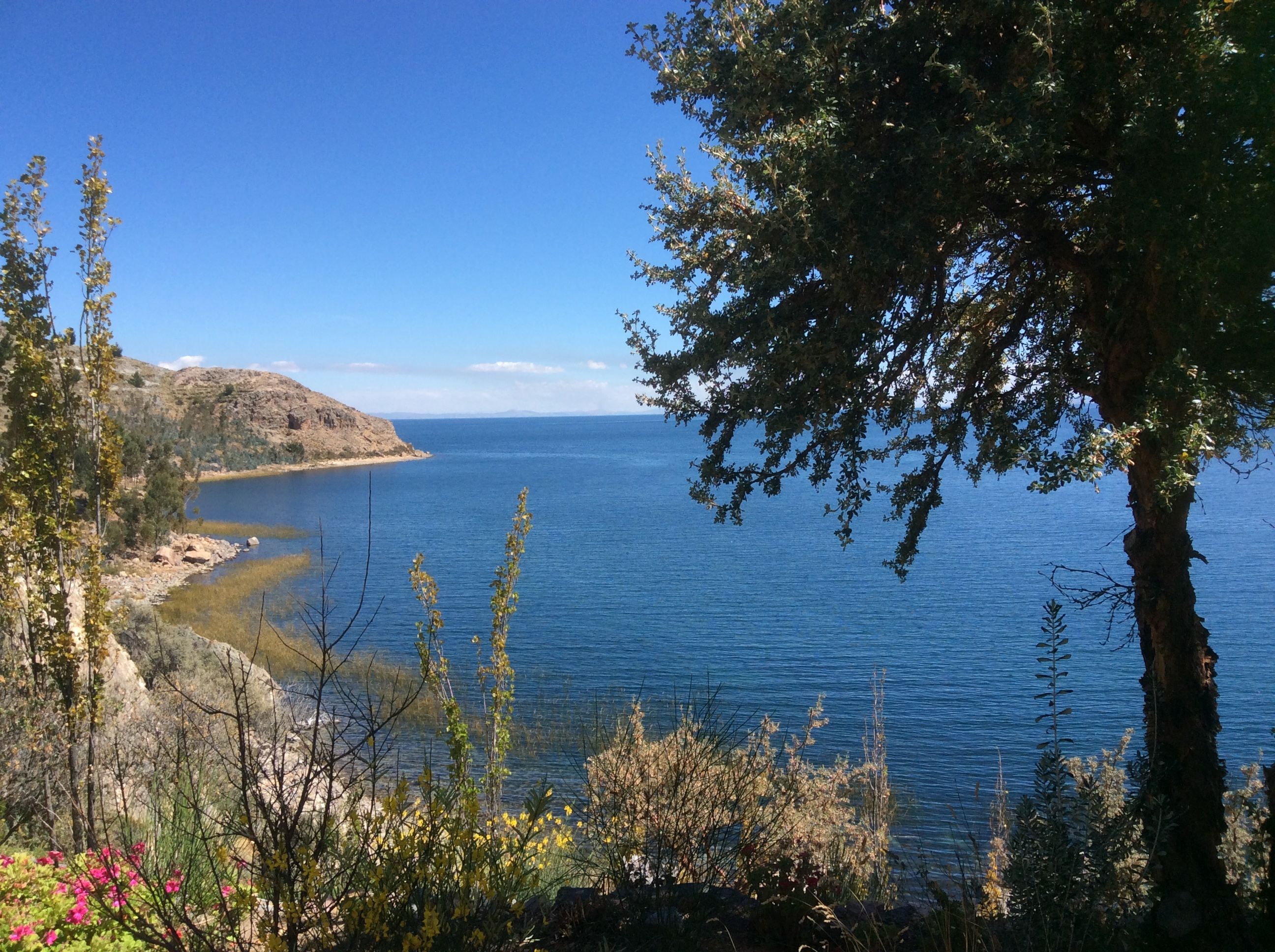
Lac Titicaca depuis Suasi Island.

### Amantaní
L'île d’Amantaní se trouve sur la partie péruvienne du lac Titicaca. De forme circulaire, elle a une superficie de 9,28 km2, et une population de 3 663 habitants répartis en 800 familles. Elle est parfois appelée « île du Kantuta », parce qu'on y trouve en abondance la Cantua buxifolia, que la Bolivie et le Pérou ont choisi comme plante-emblème.

### Isla del Sol
L'Isla del Sol (Île du Soleil) est une île bolivienne située sur le lac Titicaca. Elle a une longueur de 9,6 km pour 4,6 km de large et une superficie de 14,3 km2. C'est la plus grande île du lac. Son nom originel était Isla Titikaka, et c'est elle qui a donné son nom au grand lac. L'île fait partie du département de La Paz et de la province de Manco Kapac.

### Taquile
Taquile est une île vallonnée péruvienne située à 45 kilomètres à l’est de Puno. Taquile mesure environ 5,5 kilomètres de long sur 1,6 de large avec une superficie de 5,72 km2. La vie à Taquile est encore largement épargnée par la modernité du continent. Il n’y a pas de voiture sur l’île, ni d’hôtel, et seuls quelques petits magasins vendent des produits de base. Taquile est surtout connue pour son artisanat, de la plus haute qualité, non seulement au Pérou, mais aussi dans le monde. « Taquile et son art textile » ont été reconnus « Chef-d’œuvre du patrimoine oral et immatériel de l’Humanité » par l’UNESCO.

## Autochtones Uros

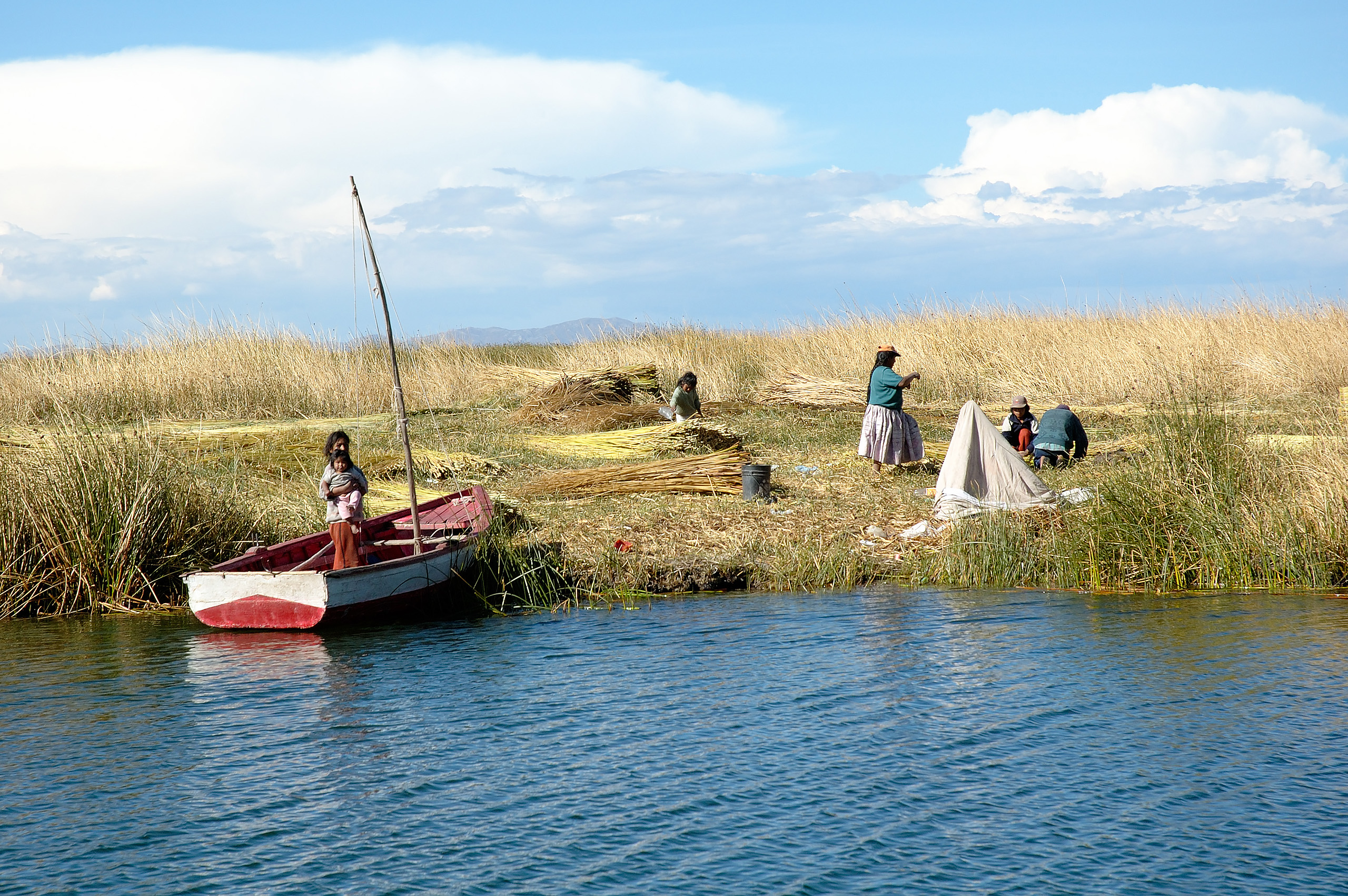
Des Indiens Aymaras, habitant les îles des Uros.

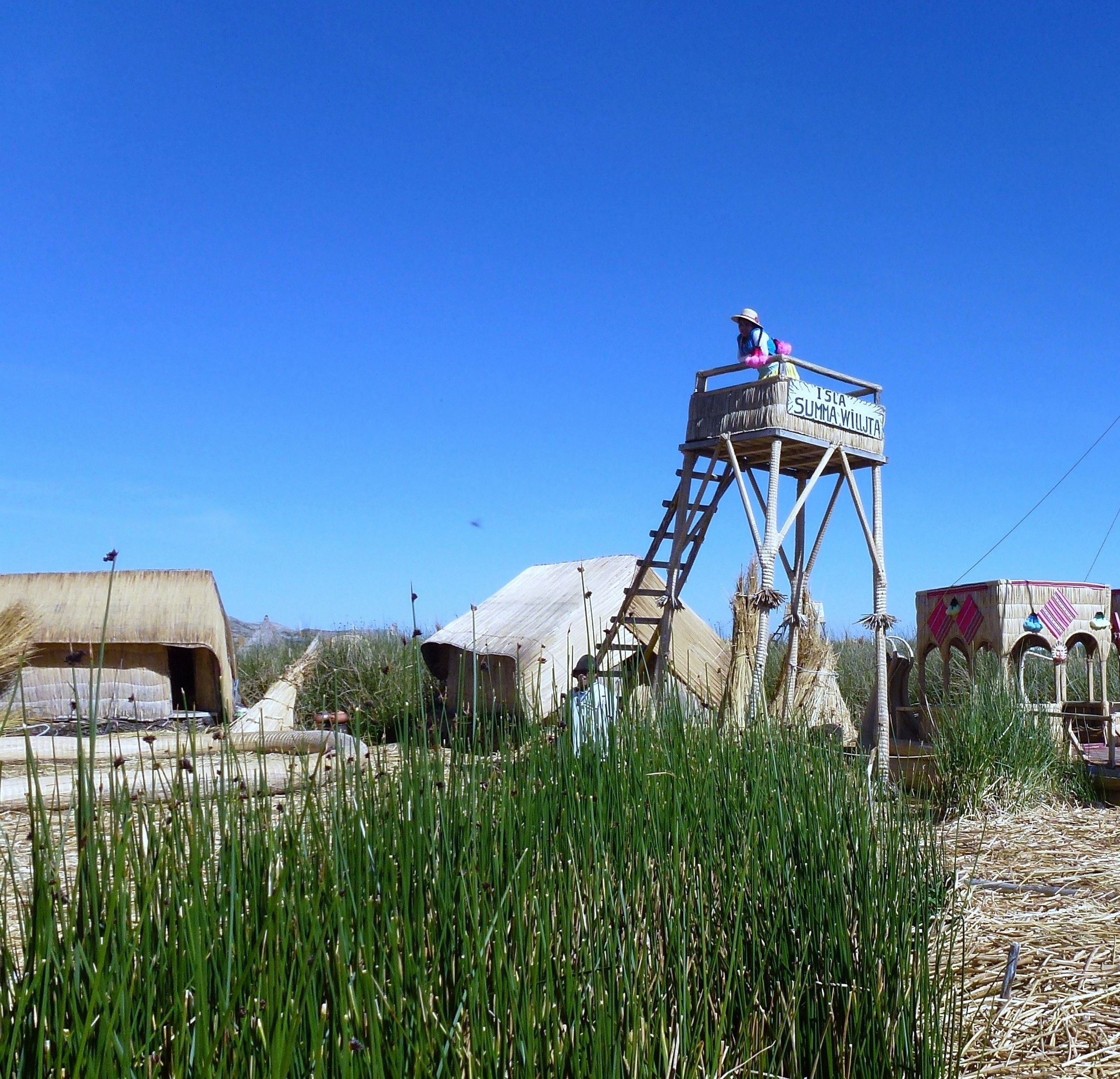
Aymaras sur Isla Summa Willjta du lac Titicaca, au Pérou.

Le lac Titicaca est pour les peuples autochtones des Andes le berceau du premier Inca qui aurait surgi de ses eaux : ils considèrent donc « l'île du Soleil » comme un lieu sacré, comme au temps de l'empire.
Une légende locale autochtone prétend que les premiers habitants de la région avaient six doigts et s'appelaient les Uros.
De nos jours, on appelle Uros ceux qui vivent sur des îles flottantes. Celles-ci sont fabriquées à partir de roseaux flottants (en fait du jonc Totora) et sont devenues une étape touristique presque « obligatoire », ce qui permet aux habitants de vivre en partie de ce tourisme.
En réalité, la dernière véritable indigène Uros est décédée en 1959 et les occupants des îles sont depuis des Aymaras qui s'accrochent depuis longtemps aux terres bordant le Titicaca.[réf. nécessaire]
Les Aymaras y font pousser du quinoa, plante cultivée pour ses graines riches en protéines et y élèvent des lamas. Ils traversent (n'est plus vrai en 2016) le lac à bord de leur barques en totora (jonc tressé) et en profitent parfois pour faire un peu de contrebande. Les fameux bateaux en jonc totora traditionnels sont maintenant remplacés par des barques en fibre de verre ou en plastique, et à moteur, Les seuls bateaux en totora sont pour les touristes.

## Civilisation de Tiwanaku
Une équipe internationale d’archéologues Belges et Boliviens étudie les vestiges enfouis dans le lac depuis plusieurs millénaires, issus des civilisations précolombiennes tiwanaku (500-1150) et inca (1400-1532).
La grande civilisation des Tiwanakus, qui pour de nombreux spécialistes représente le premier empire andin, s'est épanouie sur les rives du lac Titicaca entre le Ve et le XIe siècle de notre ère. Les Tiwanaku se servaient du lac pour faire des offrandes, telles que des feuilles d'or ou des ossements de lama adressés au dieu Obaton. En 2007, une équipe archéologique bolivienne et Christophe Delaere ont mis au jour plusieurs structures massives dont une pyramide et un temple semi-souterrain dans la capitale des Tiwanakus, Tiahuanako. Ces monuments témoignent de la complexité de cette civilisation.
Grâce à la proximité du lac, les Tiwanakus étaient de prospères agriculteurs, qui tiraient leurs richesses de la terre fertile. La civilisation se servait du lac Titicaca pour des activités économiques et commerciales. Un grand nombre de fouilles sur ce site, dont celle de 2007, ont sorti de l’eau des objets destinés à la pêche par exemple, une pierre de lest ainsi que des fragments de céramique brûlée qui auraient pu correspondre à des marmites contenant de la nourriture. Ces découvertes démontrent que la civilisation se servait du lac Titicaca pour des activités économiques et commerciales.
À l'opposé, pour les Incas, le lac était un lieu strictement sacré où seuls les rituels étaient permis. L’enquête archéologique effectuée par Christophe Delaere a démontré que le lac Titicaca, où la pêche et la navigation étaient interdites à l’époque des Incas, fut auparavant utilisé par les Tiwanakus à des fins commerciales. Comme l’a mentionné par ailleurs l’archéologue belge, Peter Eeckhout : « Ce peuple que l’on croyait profondément terrien se révèle aussi être un peuple du lac ».

## Légende des dieux de la montagne
Une légende raconte que les hommes vivaient heureux dans une vallée fertile. Rien ne leur était interdit sauf monter dans la montagne. Le diable, jaloux de leur tranquillité, leur dit d'aller dans la montagne chercher le feu sacré, sinon un malheur s'abattrait sur eux. Mais les dieux de la montagne appelés « Apus » les surprirent et firent sortir des cavernes des pumas, qui dévorèrent toute la population. Inti, le dieu du soleil qu'ils vénéraient, pleura pendant 40 jours et 40 nuits sans s'arrêter, ce qui inonda la vallée et créa le lac Titicaca ; seul un couple survécut en se mettant dans une barque. Ils dirent que, de leur barque, ils avaient vu les pumas, qui s'étaient transformés en pierre. C'est pour cela que le lac s'appelle « el lago de los pumas de piedra », le lac aux pumas de pierre.
Ces pumas de pierre sont aujourd'hui représentés dans la symbolique Aymara par la figure de proue des bateaux (les balsa), une tête de puma tressée.
Il existe une autre légende qui raconte  qu'un trésor inca dormirait au fond du lac. Il s'agirait d'une partie de ce même grand trésor des Incas du XVIe siècle. Quand Francisco Pizarro captura l'empereur Atahualpa en 1532 à Cajamarca, il lui promit la vie sauve en échange de richesses. Le conquistador espagnol exigea que l'Inca lui verse une rançon colossale, soit une quantité d'or et d'argent capable de remplir la pièce où Atahualpa était prisonnier : 35 m2 de surface sur une hauteur de deux mètres. L'Inca donna des ordres à ses lieutenants pour que la rançon soit acheminée des quatre coins de l'empire. L'or afflua et la rançon fut presque totalement payée. Sur le lac Titicaca, une navette de barques convoya des kilos d'or et d'argent, entre la rive est et la rive ouest. Mais le 29 août 1533, quand les mariniers apprirent l'exécution d'Atahualpa par Francisco Pizarro, ils comprirent que l'Espagnol n'avait pas tenu parole et qu'il avait trahi l'Inca. Révoltés, ils auraient jeté le trésor dans les eaux du lac.

## Navigation sur le lac Titicaca

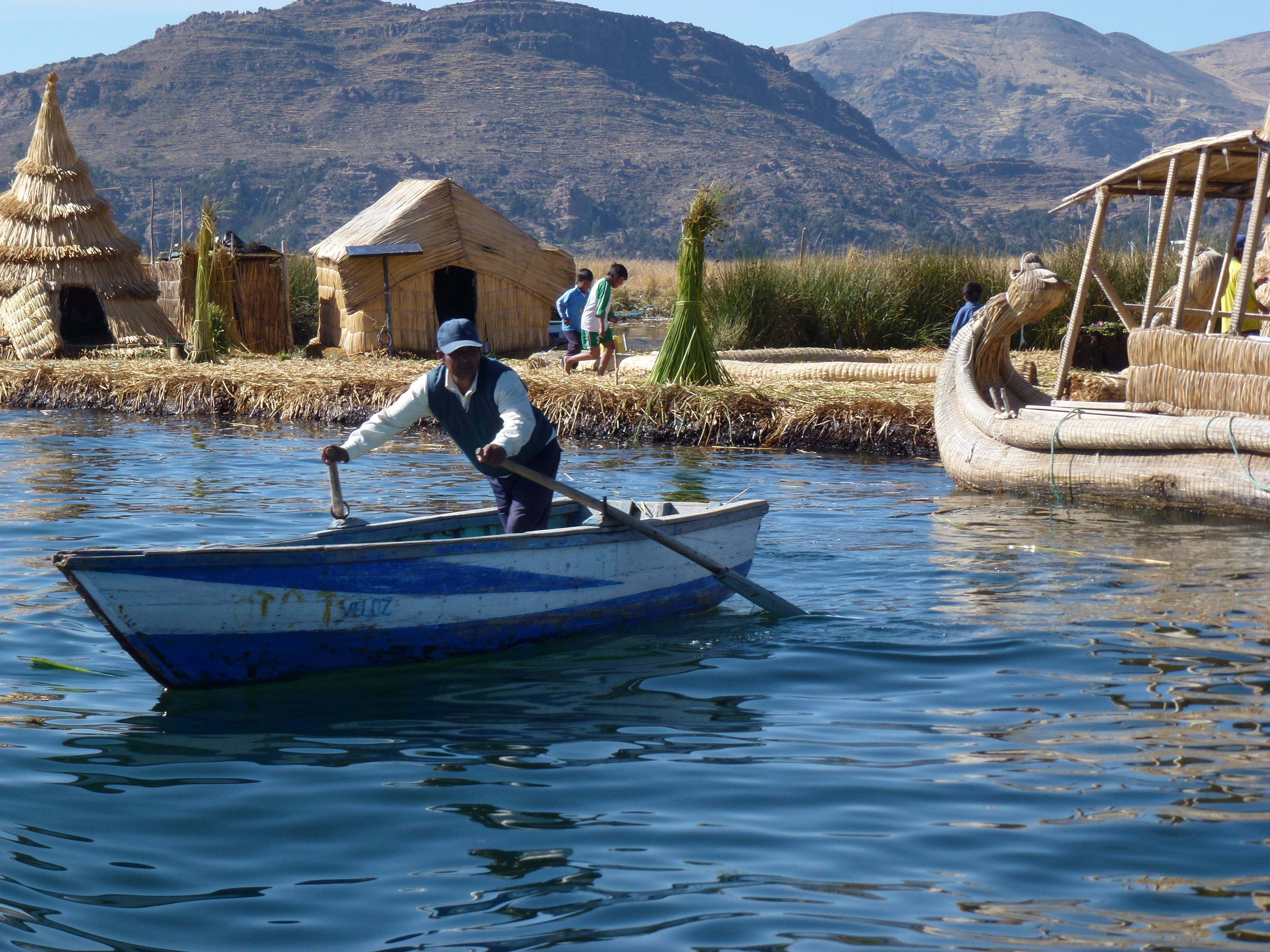
Îles flottantes et barques traditionnelles en jonc totora, ainsi qu'une barque plus moderne, pour les anciens Uros et aujourd'hui Aymaras du lac Titicaca.

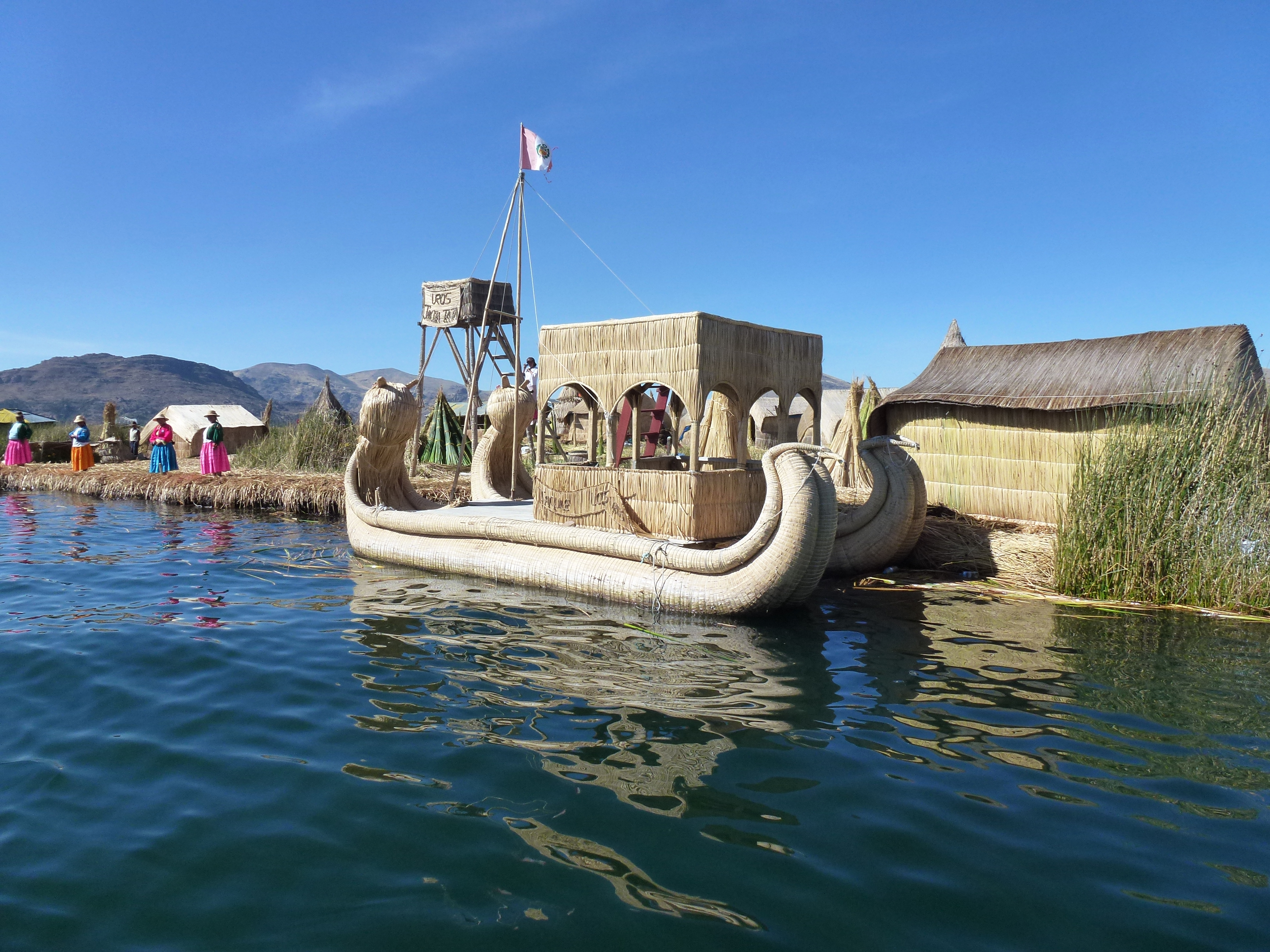
Vue rapprochée d'une embarcation traditionnelle en jonc totora.

En raison de son étendue et de sa localisation à la frontière de deux états-nations, le lac Titicaca est une voie de communication indispensable pour les peuples andins. Problème, l'altitude rend plus que rare le bois d'ouvrage pour construire des embarcations. Les riverains du lac Titicaca ont longtemps utilisé des balsas (radeaux) faits de faisceaux de roseaux assemblés de façon très hydrodynamique pour pêcher ou circuler le long des rives.
La navigation « hauturière » pour traverser le lac exige des embarcations bien plus grandes et en 1863 deux navires à vapeur de plus de 30 m de long, le Yavari et son sistership le Yapuna furent construits en Angleterre par les chantiers Thames Iron Works avec des tôles de coque (à l'époque rivetées) de petite taille (de façon à être transportable à dos de lama ou de mulet). Ces navires en fer furent entièrement démontés avec leurs pièces dûment numérotées, puis livrées par cargo à Arica sur la côte Pacifique, transportés par chemin de fer puis charriés à dos d'animaux de bât jusqu'au port de Puno et laborieusement réassemblés sur place, un véritable exploit d’ingénierie et de logistique, en particulier pour transporter les pièces massives de la machine à vapeur (pistons bielles et vilebrequin). Témoignage de la qualité de leur construction et de l'absence de corrosion, ces deux navires, maintes fois re-motorisés, sont toujours en état de naviguer à l'heure actuelle.
Depuis cette époque, des navires plus grands et plus modernes ont été lancés sur le lac mais le Yavari est toujours une attraction touristique recherchée.
Sur un plan plus anecdotique, le titre de véliplanchiste le plus haut du monde revient à un Français, Xavier Lazzaro, qui effectuant son service national dans le cadre de la coopération à l'ORSTOM dans les années 1980 fut affecté à une station scientifique andine et transporta sa planche à voile (une Vélasurf 380 produite par le fabricant espagnol Roga) jusqu'au lac Titicaca sur lequel il effectua de nombreuses navigations, dûment médiatisées par la revue Wind Magazine. Il en enseigna la manœuvre à quelques jeunes autochtones et la laissa sur place à la fin de son service militaire.

## Pollution
À cause de l'urbanisation, des ruissellements des mines et de l'agriculture intensive autour du lac, des problèmes de pollution importante y apparaissent au début du XXIe siècle, comme la disparition de nombreuses espèces et l'impureté de l'eau. On retrouve beaucoup de métaux lourds, tels que le cuivre, le plomb, l’arsenic, le mercure, du fait des déchets miniers.
La grenouille Telmatobius culeus, endémique du lac Titicaca, est aujourd'hui en danger critique d'extinction en raison de la pollution et de leur surexploitation pour leur viande.